# Meromyza elongata
Meromyza elongata är en tvåvingeart som beskrevs av Lidia Ivanovna Fedoseeva 1964. Meromyza elongata ingår i släktet Meromyza och familjen fritflugor. Inga underarter finns listade i Catalogue of Life.